# Sommarteatern i Ystad

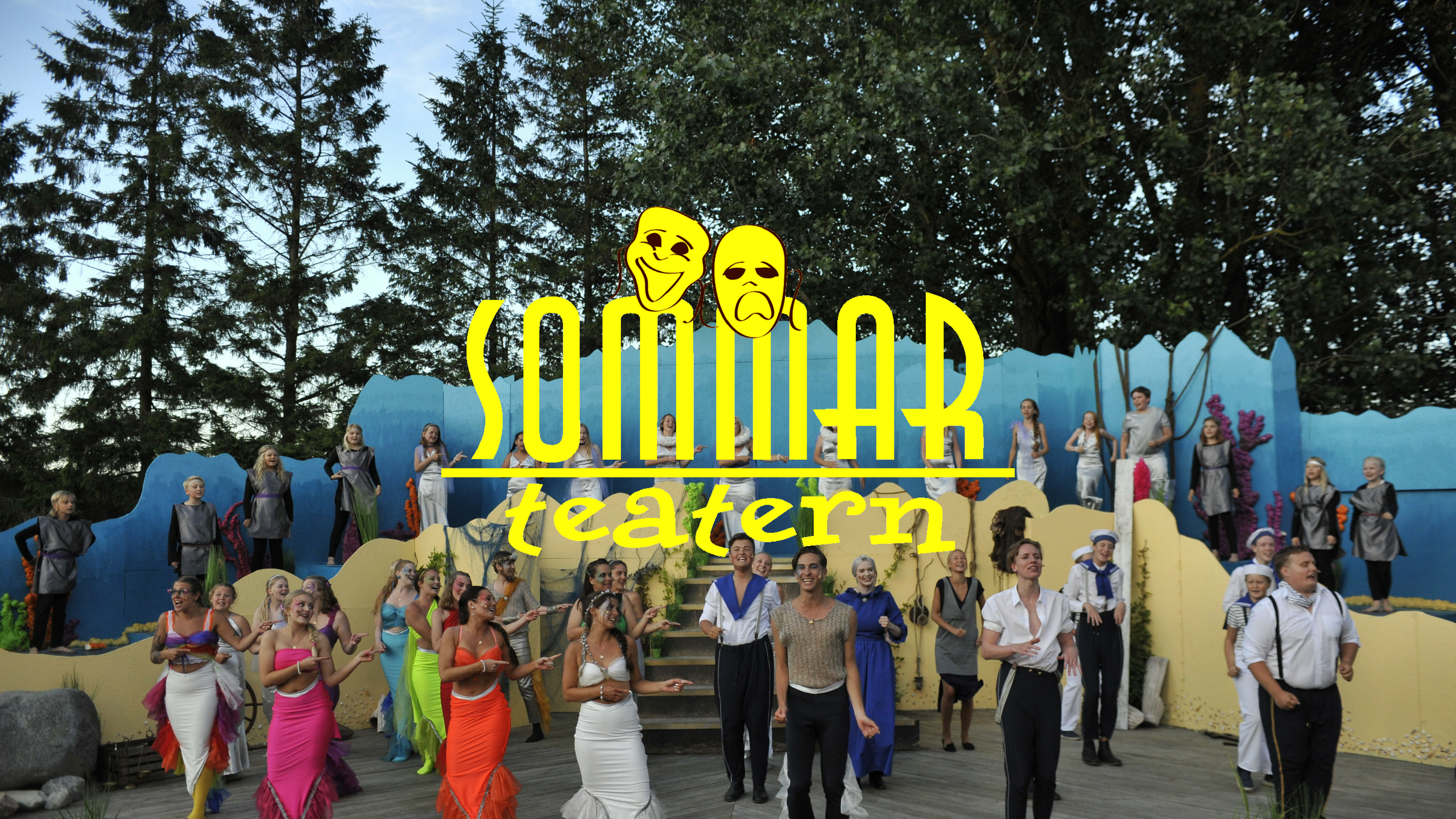

Sommarteatern i Ystad är en teaterförening som spelar 4 veckor under sommaren varje år i Ystad. Sommarteatern startade som förening år 2001. Ystads Sommarteater startades av Thommy Hansson. Idag har systrarna Hilda Ståhl och Anna Ståhl tagit över som konstnärliga ledare.
Sommarteatern är mest kända för sina familjemusikaler på sommaren men även för sina berömda Julshower på vintern. Sommarteatern har också igång teaterskolor för yngre barn som vill lära sig teater. Ledarna på teaterskolan är erfarna skådespelare från sommarteatern.
Sommarteatern är idag en aktiv förening med över 50 medverkande skådespelare.

## Om
Sommarteatern i Ystad har funnits i över 20 år och har cirka 300 medlemmar i varierande ålder. Sommarteatern framförs vid Åbergs trädgård i Öja.
Föreningen har många olika projekt under året med bland annat teaterskola för barn och ungdomar, men det är dock under sommaren som föreningen har sin stora satsning.
Varje sommar i fyra veckors tid, 25 föreställningar, sätter teatern upp en familjemusikal med egenskriven musik på sin utomhusscen vid Åbergs trädgård i Öja.
Musikalerna är ofta baserade på kända verk såsom Törnrosa, Kung Arthur, Lilla Sjöjungfrun, Alice i Underlandet och Askungen, men skrivs alltid om i egen tappning. Inför sommaren 2017 gjordes stora satsningar och en manusgrupp sattes ihop för att skriva ett helt nytt manus. Det har också fortsatt sedan dess, att gruppen skriver ett helt nytt manus till varje föreställning. 
Föreställningarna riktar sig både till barn och vuxna och publiken kan alltid förvänta sig en twist eller två. Sommarteatern hade 5000 besökande under sina fyra spelveckor under 2019 och efter pandemin 2022. Det ger ett snitt på ca 200 personer per föreställning.
2018 mottog Sommarteatern Ystads Kommuns Kulturpris vilket är det högsta priset du kan vinna inom kommunen för kulturutövare.

## Manus
Inför sommaren 2017 sattes en manusgrupp ihop bestående av Filip Jönsson,  Anna Ståhl, Hilda Ståhl, Hannes Nilsson, Elise Isaksson. De specialskrev ett manus till sommarens huvudföreställning Lilla Sjöjungfrun. De tog då inspiration från boken Den Lilla Sjöjungfrun, men skrev därefter en egen handling med en egen historia och egna karaktärer. Detta upprepades även inför 2018 års produktion Herkules. Således även inför 2019 års produktion skrevs manuset och karaktärerna helt utifrån manusgruppen.

## Produktioner
Sommarens föreställningar besöks av omkring 5000 personer varje sommar. 

### Huvudproduktioner
| År   | Föreställning       | Premiär | Sista föreställningen |
| ---- | ------------------- | ------- | --------------------- |
| 2007 | Robin Hood          | 9 juli  | 5 augusti             |
| 2008 | Bombi-Bitt          | 14 juli | 3 augusti             |
| 2009 | Ronja Rövardotter   | 5 juli  | 2 augusti             |
| 2010 | Pelle Svanslös      | 4 juli  | 1 augusti             |
| 2011 | Ture Sventon        | 10 juli |                       |
| 2012 | Peter Pan           | 8 juli  | 5 augusti             |
| 2013 | Snövit              | 7 juli  | 4 augusti             |
| 2014 | Alice i Underlandet | 6 juli  | 3 augusti             |
| 2015 | Djungelboken        | 5 juli  | 2 augusti             |
| 2016 | Askungen            | 3 juli  | 31 juli               |
| 2017 | Lilla Sjöjungfrun   | 9 juli  | 6 augusti             |
| 2018 | Herkules            | 8 juli  | 5 augusti             |
| 2019 | De Tre Musketörerna | 7 juli  | 4 augusti             |
| 2020 | Kung Arthur*        | 12 juli | 9 augusti             |
| 2021 | Kung Arthur         | 11 juli | 8 augusti             |
| 2022 | Törnrosa            | 10 juli | 7 augusti             |
| 2023 | Romeo & Julia       | 9 Juli  | 6 augusti             |
| 2024 | Hans & Greta        | 7 Juli  | 4 augusti             |
| 2025 | Skattkammarön       | 6 juli  | 3 augusti             |

*Föreställningen inställd/framflyttad på grund av den rådande pandemin.

### Vinterföreställningar
Under vintern har sommarteatern ibland satt upp julföreställningar. Julproduktioner brukar oftast vara 1-2 föreställningar. 2016 sattes en repris upp av den sommarens föreställning Askungen. Detta upprepades 2017 och kommer att fortsätta även 2018.
| År   | Föreställning               | Premiär     | Sista Föreställningen |
| ---- | --------------------------- | ----------- | --------------------- |
| 2013 | Din Jul                     | 8 december  | 8 december            |
| 2015 | Suck, då va de jul igen     | 12 december | 13 december           |
| 2016 | Repris av Askungen          | 10 december | 11 december           |
| 2017 | Repris av Lilla Sjöjungfrun | 25 november | 26 november           |
| 2018 | Repris av Herkules          | 24 november | 25 november           |

### Sövde Amfiteater
Sedan 2015 har Sövde Amfiteater och Sommarteatern i Ystad haft tradition att sommarteatern spelar upp föregående års huvudföreställning på Sövde Amfiteater. Fritt inträde med insamling till Barndiabetesfonden, som har varit de senaste årens ändamål. Traditionen togs aldrig upp efter pandemin.
| År   | Föreställning         | Datum  | Plats            |
| ---- | --------------------- | ------ | ---------------- |
| 2015 | Alice i Underlandet   |        | Sövde Amfiteater |
| 2016 | Djungelboken          | 4 Aug  | Sövde Amfiteater |
| 2017 | Askungen              | 13 Aug | Sövde Amfiteater |
| 2018 | Lilla Sjöjungfrun     | 12 Aug | Sövde Amfiteater |
| 2019 | Herkules              | 11 Aug | Sövde Amfiteater |
| 2020 | De Tre Musketörerna * | 16 Aug | Sövde Amfiteater |

*Föreställningen inställd/framflyttad på grund av den rådande pandemin. 

## Musiken från Föreställningarna
Sommarteatern har till varje sommar ny egenskriven musik. Omkring 6-9 låtar per sommar specialskrivs av låtskrivaren David Hansson. Musiken produceras och arrangeras av Dick Örnå på GlenDisc. Sedan sommaren 2019 är det Frida Green och Christoffer Zaar som skriver musiken till föreställningarna. Till föreställningarna 2019 och 2021 skapades 12-14 låtar till respektive föreställning.

### Törnrosa 2022
| Törnrosa \| 2022 | Törnrosa \| 2022               | Törnrosa \| 2022 | Törnrosa \| 2022 |
| Låtnummer        | Låt                            | Sång | Längd            |
| ---------------- | ------------------------------ | --- | ---------------- |
| 1                | "Ouvertyr & Sagan"             | Frida Ljunggren, Sofie Ericsson Olivia Eriksson, Nicole Holmquist                                                        | 4,30             |
| 2                | "Länge Leve Livet"             | Sommarteatern ensemblen                                                                                                  | 3,18             |
| 3                | "Vem Är Ond"                   | Frida Ljunggren, Sofie Ericsson Olivia Eriksson, Nicole Holmquist Eva-Lotta Larsson                                      | 3,35             |
| 4                | "Var Är Mitt Hem"              | Elin Malmborg | 4,56             |
| 5                | "Bråket"                       | Elin Malmborg, Ellen Leufstedt Hedda Cederholm, Li Englén Emelie Resman, Hilda Mårtensson                                | 3,22             |
| 6                | "För Folk Och Frihet"          | Ellen Leufstedt, Anna Ståhl Hannes Nilsson                                                                               | 2,18             |
| 7                | "Städa Utan Magi"              | Miranda Holmberg, Sofie Ericsson Olivia Eriksson, Nicole Holmquist Frida Ljunggren, Agnes Angelsmark Isabella Mårtensson | 1,50             |
| 8                | "Världens Innehåll"            | Sommarteatern ensemblen                                                                                                  | 3,40             |
| 9                | "Kärlekstalet"                 | Hannes Nilsson, Alexander Hedin Basdajian                                                                                | 3,31             |
| 10               | "Öppna Mina Ögon"              | Elin Malmborg, Max Ivarsson                                                                                              | 3,23             |
| 11               | "Nu Är Jag En Skurk"           | Max Ivarsson | 1,51             |
| 12               | "En Ljusare Morgondag"         | Elin Malmborg, Anna Ståhl Ellen Leufstedt                                                                                | 4,27             |
| 13               | "Mötet"                        | Alexander Hedin Basdajian, Elin Malmborg Hannes Nilsson, Anna Ståhl Jimmy Johansson, Ellen Leufstedt Alexander Ståhl     | 2,17             |
| 14               | "För Folk Och Frihet (Repris)" | Elin Malmborg, Sommarteatern ensemblen                                                                                   | 1,50             |
| 15               | "Öppna Mina Ögon (Repris)"     | Elin Malmborg, Max Ivarsson                                                                                              | 2,20             |
| 16               | "Jag Inväntar Jubelsång"       | Eva-Lotta Larsson | 3,14             |
| 17               | "När Ljuset Når Hem"           | Elin Malmborg, Frida Ljunggren Sofie Ericsson, Olivia Eriksson Nicole Holmquist, Sommarteatern ensemblen                 | 4,54             |

### Herkules 2018
| Herkules \| 2018 | Herkules \| 2018             | Herkules \| 2018                   | Herkules \| 2018 |
| Låtnummer        | Låt                          | Sång                               | Längd            |
| ---------------- | ---------------------------- | ---------------------------------- | ---------------- |
| 1                | "Se mig"                     | Hannes Nilsson, Max Ivarsson       | 4,12             |
| 2                | "Är det jag som är gud idag" | Max Ivarsson                       | 2,42             |
| 3                | "Underjorden"                | Filip Jönsson, Sofie Ericsson      | 3,34             |
| 4                | "Ingen drömmer drömmar"      | Sommarteatern ensemblen            | 2,38             |
| 5                | "Vi slåss med vägar"         | Anna Ståhl, Elise Isaksson         | 3,34             |
| 6                | "Kärlek är kärlek"           | Eva-Lotta Larsson, Alexander Ståhl | 4,40             |
| 7                | "Uppdragslåten" - Repris     | Hannes Nilsson                     | 2,51             |
| 8                | "Nu var det vi som vann      | Sommarteatern ensemblen            | 2,29             |

### Lilla Sjöjungfrun 2017
| Lilla Sjöjungfrun \| 2017 | Lilla Sjöjungfrun \| 2017       | Lilla Sjöjungfrun \| 2017                                                   | Lilla Sjöjungfrun \| 2017 |
| Låtnummer                 | Låt                             | Sång                                                                        | Längd                     |
| ------------------------- | ------------------------------- | --------------------------------------------------------------------------- | ------------------------- |
| 1                         | "Havet är våran sång"           | Sommarteatern ensemblen                                                     | 2,23                      |
| 2                         | "Kärleken till havet"           | Alexander Ståhl, Hannes Nilsson Max Ivarsson, Amadeus Hedin                 | 2,34                      |
| 3                         | "Första steget på land"         | Elin Malmborg                                                               | 3,05                      |
| 4                         | "Kvadruppeln"                   | Alexander Ståhl, Filip Jönsson Hannes Nilsson, Elise Isaksson Elin Malmborg | 4,27                      |
| 5                         | "Lilla älskling stanna på land" | Anna Ståhl, Eva-Lotta Larsson                                               | 2,16                      |
| 6                         | Altons hemlighet                | Filip Jönsson                                                               | 2,15                      |
| 7                         | Bröllopet                       | Sommarteatern ensemblen                                                     | 2,15                      |
| 8                         | Land eller hav                  | Sommarteatern ensemblen                                                     | 2,35                      |

### Askungen 2016
| Askungen \| 2016 | Askungen \| 2016        | Askungen \| 2016                               | Askungen \| 2016 |
| Låtnummer        | Låt                     | Sång                                           | Längd            |
| ---------------- | ----------------------- | ---------------------------------------------- | ---------------- |
| 1                | "Va snäll och visa mod" | Elise Isaksson                                 | 2,40             |
| 2                | "Systerkärlek"          | Anna Ståhl, Eva-Lotta Larsson, Ellen Leufstedt | 1,51             |
| 3                | "Tadaaa"                | Alexander Ståhl                                | 2,21             |
| 4                | "Tolvslaget"            | Sommarteatern ensemblen                        | 3,44             |
| 5                | "Alla på balen"         | Hannes Nilsson                                 | 2,48             |
| 6                | En chans                | Elise Isaksson, Filip Jönsson                  | 3,05             |
| 7                | Allt du vill            | Sommarteatern ensemblen                        | 2,45             |

### Djungelboken 2015
| Djungelboken \| 2015 | Djungelboken \| 2015 | Djungelboken \| 2015                          | Djungelboken \| 2015 |
| Låtnummer            | Låt                  | Sång                                          | Längd                |
| -------------------- | -------------------- | --------------------------------------------- | -------------------- |
| 1                    | "Aplåten"            | Anna Ståhl, Eva-Lotta Larsson, Elise Isaksson |                      |
| 2                    | "Mowgli & Baloo"     | Filip Jönsson, Alexander Ståhl                |                      |
| 3                    | "Mowglis Tvivel"     | Sommarteatern ensemblen                       |                      |
| 4                    | "Shere Kahn"         | Lois Ivarsson                                 |                      |
| 5                    | "Djungellåten"       | Sommarteatern ensemblen                       |                      |

### Alice i Underlandet 2014
| Alice i Underlandet \| 2014 | Alice i Underlandet \| 2014 | Alice i Underlandet \| 2014                    | Alice i Underlandet \| 2014 |
| Låtnummer                   | Låt                         | Sång                                           | Längd                       |
| --------------------------- | --------------------------- | ---------------------------------------------- | --------------------------- |
| 1                           | "Alice vädjan"              | Evelina Andersson                              | 3,04                        |
| 2                           | "Hattmakaren"               | Anna Ståhl, Eva-Lotta Larsson, Ellen Leufstedt | 1,53                        |
| 3                           | "Hjälte för din skull"      | Hampus Nilsson                                 | 2,31                        |
| 4                           | "Hjärter Dam"               | Anna Ståhl, Max Ivarsson                       | 2,47                        |
| 5                           | "Lång piano"                | Eva-Lotta Larsson, Sommarteatern ensemblen     | 6,51                        |
| 6                           | "Underlandet"               | Sommarteatern ensemblen                        | 2,16                        |

### Snövit 2013
| Snövit \| 2013 | Snövit \| 2013    | Snövit \| 2013                                                                                      | Snövit \| 2013 |
| Låtnummer      | Låt               | Sång                                                                                                | Längd          |
| -------------- | ----------------- | --------------------------------------------------------------------------------------------------- | -------------- |
| 1              | "En växande vind" | Josefin Stridh                                                                                      | 3,40           |
| 2              | "Valencias Prins" | Filip Jönsson                                                                                       | 2,20           |
| 3              | "Spegelduett"     | Anna Ståhl, Eva-Lotta Larsson                                                                       | 2,08           |
| 4              | "Stick iväg"      | Alexander Ståhl, Hampus Nilsson, Sofie Ericsson, Jennie Göransson Evelina Andersson, Elise Isaksson | 2,36           |
| 5              | "Evigt liv"       | Anna Ståhl, Sommarteatern ensemblen                                                                 | 4,02           |
| 6              | "Ljust igen"      | Sommarteatern ensemblen                                                                             | 2,44           |

### Bombi bitt & Jag 2008
| Bombi Bitt & Jag \| 2008 | Bombi Bitt & Jag \| 2008 | Bombi Bitt & Jag \| 2008            | Bombi Bitt & Jag \| 2008 |
| Låtnummer                | Låt                      | Sång                                | Längd                    |
| ------------------------ | ------------------------ | ----------------------------------- | ------------------------ |
| 1                        | Tjuvlåten                | Linus Steén, Hilda Ståhl Anna Ståhl | 3,08                     |
| 2                        | De är jag, Edvin         | Hampus Nilsson                      | 3,15                     |
| 3                        | Ensamheten               | Emma Nilsson                        | 3,11                     |
| 4                        | Nils Gallilé             | Martin Ekdahl                       | 2,13                     |
| 5                        | Elizas sorg              | Julia Björk                         | 2,49                     |
| 6                        | Mitt hjärtas sång        | Cassandra Holmquist, Martin Ekdahl  | 2,57                     |
| 7                        | Marknadslåten            | Sommarteatern ensemblen             | 2,48                     |
| 8                        | Ensam clown              | Anni Hemlin                         | 2,53                     |
| 9                        | Vakna på Österlen        | Sommarteatern ensemblen             | 3,16                     |

### Robin Hood 2007
| Robin Hood \| 2007 | Robin Hood \| 2007   | Robin Hood \| 2007                                                            | Robin Hood \| 2007 |
| Låtnummer          | Låt                  | Sång                                                                          | Längd              |
| ------------------ | -------------------- | ----------------------------------------------------------------------------- | ------------------ |
| 1                  | Tillsammans          | Sommarteatern ensemblen                                                       | 2,19               |
| 2                  | Sorgevisa            | Evelina Andersson, Martin Ekdahl Angelica Jensen                              | 2,08               |
| 3                  | Kärlek i andra hand  | Christina Nilsson                                                             | 1,41               |
| 4                  | Sheriffens Rapp      | Robin Andersson                                                               | 0,44               |
| 5                  | Min Robin Hood       | Ebba Dahlberg / Elinor Diaz                                                   | 2,28               |
| 6                  | Till dem som behöver | Martin Ekdahl                                                                 | 2,35               |
| 7                  | Vaktparad            | Julia Björk, Elise Isaksson Nicki Carnbrand Håkansson                         | 2,42               |
| 8                  | Kärleken visar sig   | Martin Ekdahl, Nicole Holmquist, Christina Nilsson, Elinor Diaz Ebba Dahlberg | 4,04               |
| 9                  | Det prasslar         | Sommarteatern ensemblen                                                       | 2,43               |

## After Act
After Act är en internet baserad tv-serie på videotjänsten Youtube som handlar om hur produktionen går till bakom scenen på Sommarteatern i Ystad.

### Säsong 1
För första sommaren någonsin gjordes det "bakom scenen" vloggar under sommarens repperioder och spelperioder. Där man fick följa med bakom scenen och träffa alla som jobbade med Askungen under sommaren. Personer som regissören, ljudteknikern, de flesta skådespelare, scen och områdesbyggarna med flera.

### Säsong 2
Säsong 2 startades under Lilla Sjöjungfrun och i den här säsongen blev vloggarna längre och mer detaljerade. Avsnitten under Lilla Sjöjungfrun blev omkring 10-12 minuter långa och tittarna fick en mycket djupare insyn på hela produktionen. Från att manuset skrevs till att sista föreställningen spelades. 20 avsnitt släpptes i säsong två och de alla går att ses på hemsidan eller på Youtube.

### Säsong 3
Säsong 3 planeras[uppföljning saknas] att starta under mars månad och kommer kretsa kring arbetet runt produktionen Herkules som är Sommarteatern i Ystads storsatsning under sommaren 2018. Avsnitten kommer, liksom tidigare säsong, vara mer detaljerad och kommer ge en djupare bild på hur arbetet bakom kulisserna går till.

### Säsong 4
Sommaren 2019 spelar Sommarteatern i Ystad föreställningen De Tre Musketörerna. Säsong 4 kommer vara mer detaljerad och du kommer att få se ännu mer av allt arbete som ligger bakom föreställningen. Från April till Januari 2020, släpps  massvis av intressanta avsnitt om hur föreställningen byggs upp, bit för bit fram tills sista föreställningen som sker i början av augusti. Första delen av säsongen handlade om arbetet innan föreställningsperioden bröjade. Under sommaren släpptes några "Följ med hos..." avsnitt där skådespelarna själva filmar en vanlig dag under en föreställningsdag. Avsnitten som släpps under hösten är inspelade under sommaren och handlar bland annat om manuset, musiken, kostym & smink och vilka årets medverkande är. I slutet av säsongen kommer det en säsongsavslutning som är en sammanfattning av det gångna året.

### Säsong 5
Sommaren 2020 (senare framflyttat till 2021 på grund av pandemin) spelar Sommarteatern i Ystad föreställningen Kung Arthur. Säsong 5 kommer man se ännu mer av allt arbete som ligger bakom föreställningen. Från April till December 2020**, släpps massvis av intressanta avsnitt om hur föreställningen byggs upp, bit för bit fram tills sista föreställningen som sker i början av augusti. Första delen av säsongen handlar om arbetet innan föreställningsperioden. Under mitten av säsongen är sommarens föreställningar i fokus och vi får se allt ifrån hur det går till bakom scenen under en föreställning till hur skådespelarna sminkar sig och fikar. Under hösten kommer de uppskattade "Följ med hos..." avsnitten där skådespelarna själva filmar en vanlig dag under en föreställningsdag. Avsnitten som släpps under hösten är inspelade under sommaren. I slutet av säsongen kommer det en säsongsavslutning som är en sammanfattning av det gånga året.
**Den 18 maj meddelades det att säsongen tar uppehåll efter att ha publicerat 6 avsnitt under våren 2020. Säsongen drar igång igen sommaren 2021.

### Säsong 6
Inför youtube-seriens sjätte säsong planeras[uppföljning saknas] det, likt säsong 3, 4 och 5 att starta under vårkanten. Säsong 6 kommer att ha premiär den 28 april 2022 och släppa 6 avsnitt. Därefter kommer sommaruppehållet i förmån för att filma resterande avsnitt. Andra delen av säsong 6 drar igång 6 oktober 2022 där resterande 14 avsnitt släpps fram till säsongsavslutningen den 19 januari 2023. Avsnitten kommer att vara 14-15 minuter långa och släppas på torsdagar klockan 18.00 på Youtube och 15.00 på SommarteaternPlay.com

### Säsong 7
Inför den sjunde säsongen av youtube-serien planeras[uppföljning saknas] det att följa samma mönster som säsong 3, 4, 5 och 6 genom att starta under vårkanten. Säsong 7 kommer att ha premiär den 25 maj 2023 och innehålla totalt 7 avsnitt. Efter detta följer sommaruppehållet för att filma resterande avsnitt.
Den andra delen av säsong 7 drar igång den 5 oktober 2023, där de återstående 15 avsnitten släpps fram till säsongsavslutningen den 25 januari 2024. Varje avsnitt kommer att ha en längd på 14 minuter och 55 sekunder. Avsnitten släpps på torsdagar klockan 18.00 på Youtube och klockan 15.00 på SommarteaternPlay.com.

## Priser och Stipendier
Sommarteatern i Ystad har vunnit en del olika priser inom kommunen.
| År   | Pris                                  |
| ---- | ------------------------------------- |
| 2014 | Ystads kommun - Kulturstipendium 2014 |
| 2015 | Michelsens-stipendiet                 |
| 2018 | Ystads Kommuns Kulturpris 2018        |